# 백상 (동물)

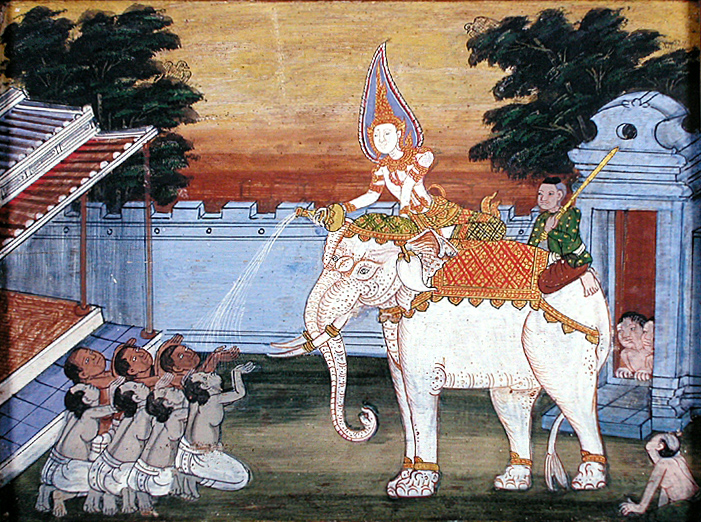
흰코끼리.

백상(白象) 혹은 흰코끼리(White elephant)는 코끼리의 특정한 종이 아니라, 드물게 나타나는 흰색 피부 유형의 코끼리를 의미한다. 대체적으로 흰코끼리는 여러 문화권에서 신성한 존재로 받아들여진다. 흰코끼리가 완전히 하얗다고 묘사되지만, 사실은 그들의 피부는 주로 적갈색이고, 물에 닿으면 밝은 분홍색으로 변한다.  흰코끼리는 긴 속눈썹과 큰 발톱을 지녔다. 흰코끼리는 알비노로 자주 오해를 받는다만, 태국에서는 흰코끼리가 chang samkhan라 불리고, 이는 순백을 의미한다.

## 같이 보기
- 한노 (코끼리)